# Бал с маски (опера)
Бал с маски е опера, написана от италианския композитор Джузепе Верди.
Действието се развива в края на 17 век в Бостън. Операта е написана през 1857 г. върху сюжета на френския драматург Йожен Скриб „Густав III“ или „Бал с маски“. Скриб е вдъхновен от събитията около убийството на шведския крал Густав III през 1792 г., който е застрелян в резултат на политически заговор, докато присъства на бал с маски, умира от раните си тринадесет дни по-късно.  Верди написва план сценарий и го изпраща на Антонио Сома, който се задоволява да преведе либретото на Йожен Скриб на италиански. След множество скандали и неприятности са направени известни промени в текста и премиерата преминава с успех в театър „Аполо“ в Рим на 17 февруари 1850 г. След това Франческо Пиаве прави последна преработка на текста.
„Бал с маски“ е една от оперите на Верди, предизвикала най-много спорове. Докато траела композицията, цензурата искала обширни промени, като в крайна сметка тя искала повече изменения отколкото Верди бил съгласен да направи. По тази причина той прекратил договора си, но театърът го дал под съд. Верди им отговорил като ги дал под съд за клевета. Резултатът от съдебните процеси бил, че театърът оттеглил обвиненията си, а Верди обещал да довърши работата си върху операта. Преди премиерата в Рим обаче, мястото на действието било принудително променено от Стокхолм в Бостън, а крал Густав станал граф Уоруик.
В България операта е поставена от Софийската народна опера през 1926 г. с диригент Венедикт Бобчевски и режисьор Илия Арнаудов.